# Dolní Morava
Dolní Morava è un comune della Repubblica Ceca facente parte del distretto di Ústí nad Orlicí, nella regione di Pardubice. 
Prende il nome dal fiume Morava, originario della vicina montagna Králický Sněžník al confine tra la Repubblica Ceca e la Polonia.